# Giorgos Leotsakos
Giorgos Leotsakos (griechisch Γιώργος Λεωτσάκος, in lateinschriftlichen Texten auch George, * 9. August 1935 in Athen; † 13. August 2024) war ein griechischer Musikwissenschaftler und -kritiker, der vor allem auf dem Gebiet der Kunstmusik des modernen Griechenland als einer der maßgeblichen Forscher gilt.

## Leben
Leotsakos studierte bei Kostas Kydoniatis und Yannis Papaioannou am Athener Odeion (Ελληνικό Ωδείον), wo er 1964 ein Diplom in Kontrapunkt und Fugenkomposition erwarb. Nach dem Studium begann er früh, als Kritiker und Schriftsteller für die maßgeblichen griechischen Tageszeitungen zu schreiben, seit 1970 war er Redakteur für Beiträge zur Musik Griechenlands und Albaniens für das New Grove Dictionary sowie zu dem seit 1983 in Athen erscheinenden „Biografischen Weltlexikon“ (Παγκόσμιο Βιογραφικό Λεξικό).
Neben zahlreichen Monografien, unter anderem für die Ionische Universität in Korfu, beteiligte sich Leotsakos auch an der Herausgabe von Tonträgern zu griechischer Musik (namentlich für das griechische Label Lyra) und schrieb zahlreiche Konzertprogramme. Ab 1981 beschäftigte er sich außerdem als einer von wenigen osteuropäischen Musikwissenschaftlern mit der Musik Albaniens. Darüber übersetzte er zahlreiche musikhistorische Werke, aber auch die Vita Benvenuto Cellinis ins Griechische.

## Werke
- O Vagner ke i Ellada (Ο Βάγκνερ καί η Ελλάδα „Wagner und Griechenland“), Athen 1992, ISBN 960-7191-01-3
- Pavlos Carrer. Apomnimonevmata ke Ergografia (Παύλος Καρρέρ: Απομνημονεύματα και Εργογραφία, ungefähr „Pavlos Karrer: Leben und Werk“), Athen 2003, ISBN 960-8347-00-9, ISBN 960-86801-3-1. (Die neueste und vollständigste Studie über den Komponisten.)